# Bukit Damapulo
Bukit Damapulo är en kulle i Indonesien.   Den ligger i provinsen Aceh, i den västra delen av landet, 1 600 km nordväst om huvudstaden Jakarta. Toppen på Bukit Damapulo är 140 meter över havet, eller 62 meter över den omgivande terrängen. Bredden vid basen är 1,4 km.
Terrängen runt Bukit Damapulo är platt åt nordost, men åt sydväst är den kuperad.Runt Bukit Damapulo är det ganska tätbefolkat, med 62 invånare per kvadratkilometer. Närmaste större samhälle är Lhokseumawe, 19,8 km norr om Bukit Damapulo. I omgivningarna runt Bukit Damapulo växer i huvudsak städsegrön lövskog.